# Highway 61 Revisited (brano musicale)
Highway 61 Revisited è la title track del sesto album in studio di Bob Dylan del 1965. Venne registrata il 2 agosto ai Columbia Studios di New York e pubblicata negli Stati Uniti il 30 come lato B del singolo Can You Please Crawl Out Your Window?. Si trova alla posizione 373 della Classifica dei 500 migliori brani della storia stilata dalla rivista inglese Rolling Stone.

## Il brano

### L'Highway 61

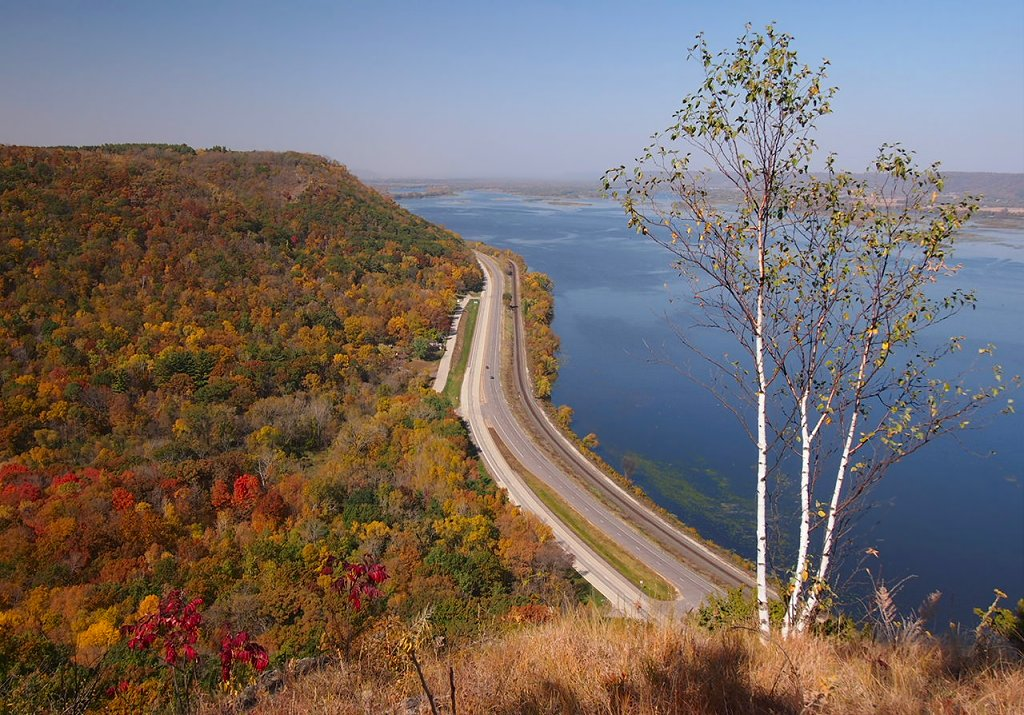
L'Highway 61 lungo il Mississippi nei pressi del John A. Latsch State Park.

L'Highway 61 è un'autostrada che corre da Duluth (Minnesota), nel Minnesota, dove Dylan nacque e passò la sua infanzia, fino a New Orleans, Louisiana. Fu un'importante via di transito per gli afro-americani che dal profondo Sud giungevano a Chicago, St. Louis e a Memphis, seguendo anche il Mississippi per la maggior parte delle sue 1 400 miglia (2 300 km).

### Significato
Il testo della canzone è composto da cinque strofe, in ognuna delle quali qualcuno descrive un problema insolito che è in definitiva risolto sulla Highway 61.
- Nella prima (che trae ispirazione dalla Genesi) c'è Dio che dice ad Abramo (che, oltre ad essere quello dell'originale Abraham della Bibbia, è anche il nome del padre di Dylan) di sacrificare suo figlio sulla Highway 61.
- Nella seconda viene presentata una poveraccia, Georgia Sam (che potrebbe essere un riferimento al musicista Piedmont blues Blind Willie McTell, che ogni tanto passava da Georgia Sam durante la registrazione), che è al di là della porzione del dipartimento welfare e perciò gli viene detto di scendere sulla Highway 61.
- Nella terza, un certo "Mack the Finger" è tediato da un compito alquanto assurdo: deve sbarazzarsi di "quaranta stringhe per le scarpe bianche e blu / E un migliaio di telefoni che non squillano". Puntualmente "Louie the King" risolve il problema sulla Highway 61.
- Nella quarta viene trattata la storia della "quinta figlia" che nella "dodicesima notte" dice alla "prima" che la sua carnagione è troppo pallida. Concordando, il padre cerca di raccontarlo alla "seconda mamma", che è con il "settimo figlio", sulla Highway 61.
- Nella quinta infine (in cui è presente quel sottofondo politico tipico di tutte le composizioni dell'artista) un giocatore d'azzardo annoiato cerca di "creare la prossima guerra mondiale". Il suo promotore gli dice di "mettere un po' di gradinate fuori al sole / e farlo sulla Highway 61".

Tra un verso e l'altro poi è sempre presente una pausa (in cui Dylan soffia in un fischietto dal suono simile a quello usato dalla polizia, chiamato "Siren Whistle", forse portato da Sam Lay, il batterista delle sessioni dell'album, o da Al Kooper, che se ne servì per controllare il lavoro in studio, o ancora da qualcun altro che facendo uso di droghe se ne andava in un angolo e si metteva a suonarlo) che ha il compito di creare nell'ascoltare un senso di suspense per il modo in cui si concluderà ogni storiella; per esempio alla terza strofa, lo stacco avviene proprio mentre Louie tenta di trovare una soluzione per le stringhe e i telefoni di Mack.

## Cover
Nel 1969, Johnny Winter fece una cover di Highway 61 Revisited che inserì nel suo disco Second Winter, pubblicato dalla Columbia. Essa è riconosciuta come "canzone che segna una carriera" dai critici musicali mondiali e viene tuttora eseguita nei concerti dal chitarrista. Una sua versione di 10 minuti venne successivamente pubblicata in Captured Live ! del 1976 e The 30th Anniversary Concert Celebration del 1992, opera atta a festeggiare i trent'anni di carriera di Dylan.
L'ex chitarrista dei Dr. Feelgood Wilko Johnson pubblicò una sua versione della canzone (presa da una delle sue numerose interpretazioni fatte dal vivo negli anni settanta) nel suo EP del 1978 Solid Senders.
Bruce Springsteen la eseguì due volte di fila, assieme agli ospiti Jackson Browne e Bonnie Raitt in occasione delle due serate acustiche allo Shrine Auditorium a Los Angeles, CA, il 16 novembre e il 17 novembre 1990
Una interpretazione alquanto dissacrante venne invece incisa da P. J. Harvey nel suo album del 1993 Rid of Me. Più tardi la rivista Paste la inserì al quindicesimo posto della classifica delle migliori cover di Dylan e nel 2005 venne pubblicata nel box set My Lives, contenente sempre rifacimenti di composizioni del musicista, tra cui spiccano quelle di Billy Joel e Terry Reid.
Un'altra cover notevole venne fatta da Steve Gibbons per il suo lavoro del 1998 Dylan Project, composto da ben quattordici re-interpretazioni delle canzoni di Bob e una composizione personale di Gibbons.

## Film
- Il film di William Friedkin del 2003 The Hunted - La preda si apre con una lettura di Johnny Cash della prima strofa del testo di Highway 61 Revisited.[9]
- Il brano venne usato nel documentario di Cash Walk the Line del 2005.
- Nel 2007, Karen O contribuì nella parte vocale a registrare una versione del pezzo eseguita da un ensemble della Million Dollar Bashers per la colonna sonora di Io non sono qui.[10]
- Il primo verso della composizione venne usato nel documentario di Bill Maher del 2008 "Religiolus - Vedere per credere".